# Adrian Elrick
Adrian Elrick (29 de agosto de 1949 en Aberdeen) es un exfutbolista escocés nacionalizado neozelandés que jugaba como defensor. Desempeño toda su carrera en el North Shore United y fue uno de los principales jugadores del seleccionado neozelandés que clasificó a la Copa Mundial de 1982.

## Carrera
En toda su carrera, que comenzó en 1967 y terminó en 1985, Elrick defendió los colores del North Shore United.

### Clubes
| Club               | País          | Año         |
| ------------------ | ------------- | ----------- |
| North Shore United | Nueva Zelanda | 1967 - 1985 |

### Selección nacional
Representó a Nueva Zelanda en 53 ocasiones, convirtiendo un gol. Con los Kiwis jugó la Copa Mundial de España 1982.